# El Bodón
El Bodón és un municipi de la província de Salamanca a la comunitat autònoma de Castella i Lleó. Limita al Nord amb Carpio de Azaba, a l'Est amb La Encina, al Sud amb Herguijuela de Ciudad Rodrigo, El Sahugo i Robleda i a l'Oest amb Fuenteguinaldo, Ituero de Azaba i Campillo de Azaba.

## Demografia
| 1991 | 1996 | 2001 | 2004 |
| ---- | ---- | ---- | ---- |
| 427  | 355  | 338  | 319  |